# PBS Kids
PBS Kidsは、1999年9月6日に開局されたアメリカ合衆国の公共放送サービスのことである。主に子供向け番組が放送されており、日本では一部の番組が放送されている。

## 日本で放送されている番組
教育番組
| 作品名                       | 日本での放送局・配信サイト    | 備考                  |
| ---------------------------- | ----------------------------- | --------------------- |
| セサミストリート             | NHK教育テレビ                 | 現在の名称はNHK Eテレ |
| セサミストリート             | Youtube                       |                       |
| セサミストリート             | U-NEXT                        |                       |
| ライオンたちとイングリッシュ | NHK教育テレビ                 |                       |
| バーニー&フレンズ            | キッズステーション            |                       |
| テレタビーズ                 | テレビ東京 キッズステーション |                       |

テレビアニメ
| 作品名                      | 日本での放送局                                            |
| --------------------------- | --------------------------------------------------------- |
| おさるのジョージ            | NHK Eテレ ディズニーチャンネル                            |
| おおきいあかい クリフォード | カートゥーン ネットワーク                                 |
| きかんしゃトーマス          | フジテレビ テレビ東京 NHK Eテレ カートゥーン ネットワーク |
| ワード・ワールド            | プレイハウスディズニー→ディズニージュニア                 |